# Sbarramento Planca di Sopra
Lo sbarramento Planca di sopra (in tedesco Sperre Oberplanken) è uno sbarramento che fa parte del XV settore di copertura Pusteria, nel Vallo alpino in Alto Adige. Lo sbarramento si trova presso il paese di Planca di sopra (Oberplanken), a cavallo del rio Casies che scorre lungo la valle di Casies, Alto Adige.

## Storia
La valle di Casies è una valle minore che partendo dall'abitato di Monguelfo in val Pusteria, si dirige a nord-est, fino ad arrivare alla forcella/passo Casies, dove non esiste però una via percorribile per scendere in auto in Austria, se non i sentieri montani. Dato che comunque la valle era accessibile alle truppe, si decise di fortificarla.
Il progetto datato 1939 prevedeva uno sbarramento difensivo posto in posizione arretrata della valle, ovvero presso la località Planca di Sopra (ted. Oberplanken). Questo prevedeva la costruzione di 5 opere difensive, delle quali 4 resistenti alle sole schegge e una di tipo campale. In totale era previsto un armamento di 10 mitragliatrici e 2 cannoni anticarro da 20 mm.
Lungo la linea di confine con la vicina Austria, erano state progettate 5 postazioni presso la forcella Casies (ted. Gsiesertorl), di cui 1 resistente ai piccoli calibri, 2 alle sole schegge ed una campale. In totale era previsto un armamento di 10 mitragliatrici e 1 cannone anticarro, oltre a 10 postazioni campali armate in totale da 18 mitragliatrici, posizionate lungo la linea che tocca sella di Froi (Pfoischarte), forcella Ciarnil (Walkenstein-Joch), Bocchetta di Vallesella (Versell-Scharte), Pizzo Rosso (Rosser Spitze) e Costa Cava (Versell).
In questo particolare sbarramento non era prevista una grande difesa anticarro, dato che dall'altra parte del confine non esistevano strutture atte a far scavalcare il confine a forze corazzate. Tra la valle Defereggen e la forcella Casies esisteva ed esiste tuttora solamente una mulattiera. Fu quindi deciso nell'aprile dello stesso anno di eliminare le armi anticarro.
Alla fine dell'anno sul fondo valle i lavori risultavano iniziati, ma presso la forcella Casies i lavori erano ancora da progettare. Qui vennero comunque realizzate due casermette di confine.
Nel 1940 arrivò la circolare 15000, con relativo nuovo progetto. Questo prevedeva la costruzione di 4 opere difensive, ma nel luglio 1943 solamente 3 erano ultimate e non allestite (ovvero le opere 2, 3 e 4), mentre riguardo all'opera 1, scavata in caverna, vennero sospesi i lavori.
Presso la forcella di Casies, era stata intanto costruita una casermetta di confine.

## Fossato anticarro
Data la mancata esistenza di una strada carrozzabile che valicasse la forcella Casies, fu deciso di eliminare le armi anticarro dal progetto, quindi anche un eventuale progetto di fossato anticarro.

## Tabella delle opere dello sbarramento
|             | Tipo      | Fuc. MTR | MTR | Cann A.C. | Cannoni 75/27 | Osserv.  |
| ----------- | --------- | -------- | --- | --------- | ------------- | -------- |
| Opera 1 (*) | Media CAV | -        | -   | -         | 1/t           | 1        |
| Opera 2 (*) | Media CLS | -        | -   | -         | -             | -        |
| Opera 3     | Media CLS | -        | 4   | -         | -             | 1/t (**) |
| Opera 4     | Media CLS | -        | 4   | -         | -             | -        |
| Totale      | 4         | -        | 8   | -         | 1             | 2        |

(*) dati armamento attualmente non rintracciabili;
(**) torretta non installata;

## Descrizione delle opere dello sbarramento
Lo sbarramento era costituito da 4 opere due sulla destra e due sulla sinistra della strada ovvero sulla sponda destra e sinistra del rio Casies; non tutte vennero ultimate.

### Opera 3
- Come raggiungere l'opera

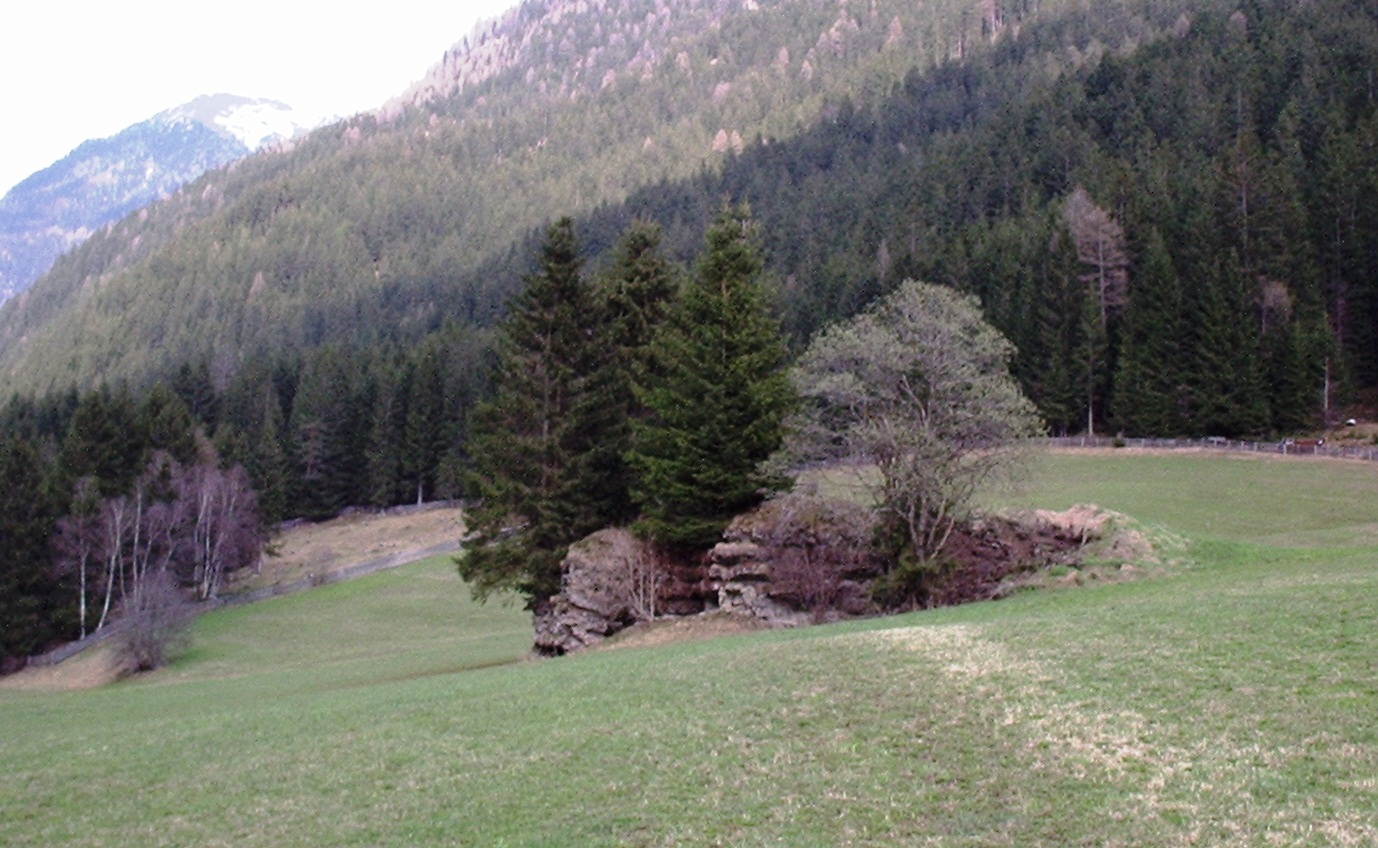
Una vista dell'opera 3

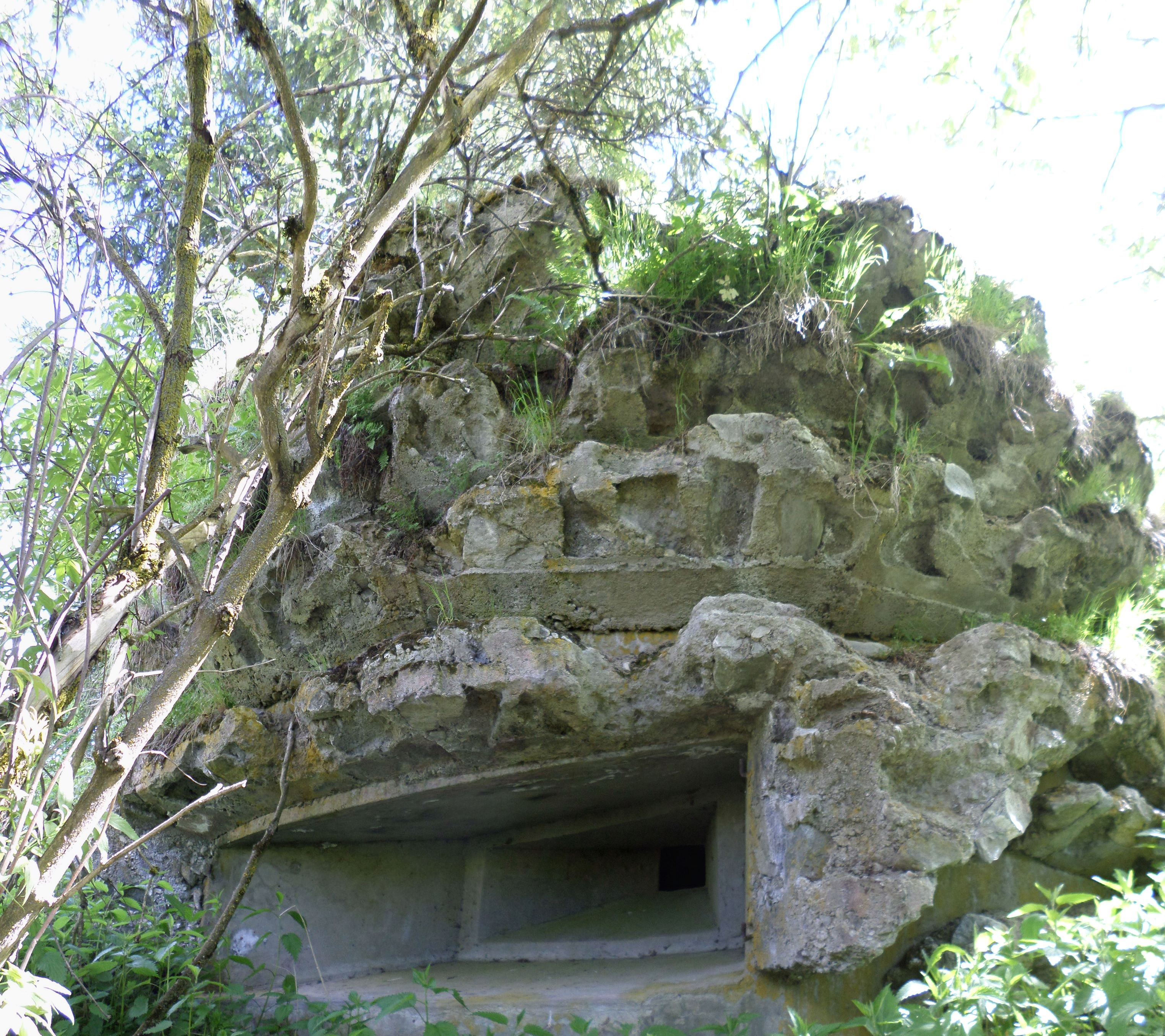
Una delle feritoie dell'opera

L'opera si trova poco oltre la località di Planca di Sopra e poco prima di Prateria (Preindl), più precisamente dove si trova l'unico agglomerato di case tra i due piccoli centri. L'opera 3 è particolarmente facile da riconoscere, una volta individuata la zona giusta, in quanto è mascherata solamente da pochi alberi, in mezzo al prato.
- Caratteristiche

Opera di medie dimensioni in calcestruzzo con uno sviluppo su due piani. Partilarmente interessante risulta essere l'unico ingresso ad oggi semisotterrato. Al suo interno subito si trovano due turche, una sinistra e una a destra. Poi la scalinata che conduce alla torretta, mai installata. Sul lato sinistro le 4 postazioni mentre a destra le scale che conducono al livello inferiore. Qui si trovano due camerate e altri piccoli locali.
- Armamento previsto

4 mitragliatrici ed 1 osservatorio in torretta (mai installato)
- Ingressi

L'opera ha 1 ingresso
- Dati relativi a maggio 2014
- Coordinate geografiche: 46°47′39.04″N 12°12′42.84″E

### Opera 4
- Come raggiungere l'opera

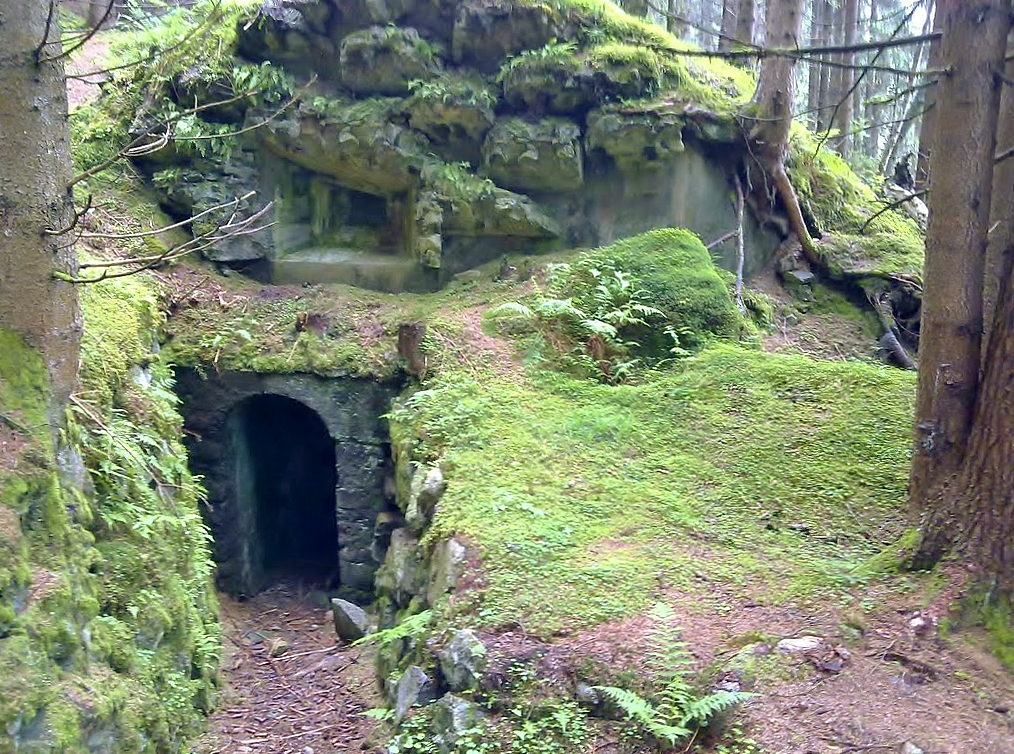
Uno degli ingressi dell'opera 4

L'opera si trova in modo speculare rispetto all'opera 3, al di là della strada e del rio Casies. Per raggiungerla è necessario portarsi lungo la sponda destra del rio, e risalendo il corso d'acqua sulla sinistra in mezzo al bosco si erge l'opera 4.
- Caratteristiche

Opera di medie dimensioni in calcestruzzo con uno sviluppo su due piani. Interessanti risultano essere i due ingressi che sono raggiungibili solo dopo aver percorso un piccolo corridoio in pietra. In particolare il secondo accesso si rivela come uno stretto e basso cunicolo probabilmente creato perlopiù come uscita d'emergenza, infatti questo era raggiungibile solamente dopo aver percorso alcuni pioli di una scala. Anche in quest'opera vi è una scalinata che conduce alla camerata. Il piano inferiore risulta annerito a causa di un incendio.
- Armamento previsto

4 mitragliatrici
- Ingressi

L'opera ha 2 ingressi
- Dati relativi a maggio 2014
- Coordinate geografiche: 46°47′53.64″N 12°12′24.94″E